# San Roman Saria
Le San Roman Saria est une course cycliste espagnole disputée le 9 août au quartier de San Roman (Muxika), dans la communauté autonome du Pays basque. Elle est organisée par la SC Amoriebeta. 

## Palmarès depuis 1996
| Année | Vainqueur                | Deuxième              | Troisième           |
| ----- | ------------------------ | --------------------- | ------------------- |
| 1996  | Ernesto Manchón          |                       |                     |
| 1997  | ?                        | ?                     | ?                   |
| 1998  | Carlos Pindado           | Unai Yus              | Juan Antonio Flecha |
| 1999  | ?                        | ?                     | ?                   |
| 2000  | Koldo Gil                | Unai Barazabal        | Roger Lucía         |
| 2001  | Pedro Arreitunandia      | Antonio Alcañiz       | Iñigo Urretxua      |
| 2002  | ?                        | ?                     | ?                   |
| 2003  | Joseba Agirrezabala      | Alexander Juanikorena | Julen Urbano        |
| 2004  | Beñat Albizuri           | Javier Mejías         | Gustavo Toledo      |
| 2005  | Mikel Elgezabal (es)     | Joseba Agirrezabala   | Miguel Silvestre    |
| 2006  | Francisco Torrella       | Juan Pablo Uriarte    | Vicent Perales      |
| 2007  | Juan Luis Negueruela     | Jon Mariñelarena      | Aitor Regillaga     |
| 2008  | Joseba Larralde          | Jorge Baskones        | Adrián Legasa       |
| 2009  | Jagoba Arberas           | Jon Aberasturi        | Aitor Ocampos       |
| 2010  | Alexander Ryabkin        | Peio Bilbao           | Marcos Miguel       |
| 2011  | Mario González           | Jesús Ezquerra        | Eduardo Sepúlveda   |
| 2012  | Jon Ander Insausti       | Johann van Zyl        | Rafael Márquez      |
| 2013  | Beñat Txoperena          | Marcos Jurado         | Antonio Pedrero     |
| 2014  | Miguel Ángel Benito      | Iván García Cortina   | Piotr Brożyna       |
| 2015  | annulé                   | annulé                | annulé              |
| 2016  | Juan Antonio López-Cózar | Cyril Barthe          | Odei Juango         |
| 2017  | Jokin Aranburu           | Mauricio Moreira      | Mikel Alonso        |
| 2018  | Oier Lazkano             | David González López  | Francisco Galván    |
| 2019  | Oier Ibarguren           | Iker Ballarin         | Íñigo Elosegui      |
| 2020  | annulé                   | annulé                | annulé              |
| 2021  | Xabier Isasa             | Calum Johnston        | Unai Aznar          |
| 2022  | Rodrigo Álvarez          | Mikel Retegi          | Javier Ibáñez       |
| 2023  | Unai Aznar               | Ander Ganzabal        | Aritz Urra          |
| 2024  | Asier Castilla           | Maxime Diribarne      | Pablo Ara           |
| 2025  | Unai Ramos               | Asier Castilla        | Sergio Gutiérrez    |